# Acraea neobule
Acraea neobule (tên tiếng Anh: Wandering Donkey Acraea) là một loài bướm ngày thuộc họ Nymphalidae. Nó được tìm thấy ở sub-Saharan Châu Phi và tây nam Arabia.
Sải cánh dài 48–55 mm đối với con đực và 50–56 mm đối với con cái. Con trưởng thành bay quanh năm, but are more common từ tháng 9 đến tháng 4.
Ấu trùng ăn các loài Passiflora edulis, Passiflora incarnata, Adenia gummifera và Hybanthus.

## Phụ loài
- Acraea neobule neobule (Ethiopia to South Africa và from Cameroon to Kenya)
- Acraea neobule seis Feisthamel (Senegal tới miền tây Nigeria, Niger)
- Acraea neobule arabica Rebel (tây nam Arabia)
- Acraea neobule legrandi Carcasson, 1964 (Aldabra Island, đảo Cosmoledo)